# Xbox Game Pass
Xbox Game Pass is een abonnementsdienst van Microsoft voor computerspellen die gebruikt kan worden met de Xbox One, Xbox One X en Xbox Series. De dienst werd gestart op 1 juni 2017 en heeft begin 2022 ruim 25 miljoen abonnees.

## Beschrijving
Xbox Game Pass is vergelijkbaar met andere abonnementsdiensten van concurrenten Electronic Arts en Sony. Ten tijde van de lancering waren er ruim 100 speltitels beschikbaar, die geleidelijk werden uitgebreid met nieuwe titels.
Met Xbox Game Pass kan de gebruiker het volledige spel downloaden naar de Xbox-spelconsole. Deze keuze werd volgens Xbox-baas Phil Spencer gedaan om de speler de hoogste kwaliteit en beste spelervaring te bieden, zonder dat de speler problemen krijgt met bandbreedte of verbindingen.
De abonnementsdienst biedt spellen aan van meerdere uitgevers, waaronder Bandai Namco, Capcom, WB Games, 2K Games, en spelontwikkelaars van Xbox Game Studios zelf. Wanneer het abonnement wordt beëindigd, dan heeft men ook geen toegang meer tot de bibliotheek van spellen, totdat het abonnement weer wordt verlengd of het spel wordt aangekocht. De spelvoortgang blijft immer opgeslagen.

## Landen
Xbox Game Pass is beschikbaar in Argentinië, Australië, België, Brazilië, Canada, Chili, Colombia, Denemarken, Duitsland, Finland, Frankrijk, Griekenland, Groot-Brittannië, Hongarije, India, Ierland, Israël, Italië, Japan, Mexico, Nederland, Nieuw-Zeeland, Noorwegen, Oostenrijk, Polen, Portugal, Rusland, Saudië-Arabië, Singapore, Slowakije, Spanje, Taiwan, Tsjechische republiek, Turkije, Verenigde Arabische Emiraten, Verenigde Staten, Zuid-Afrika, Zuid-Korea, Zweden, Zwitserland.